# Ament

Ament (în dreapta ament cu flori (roşu) scurt pedicelate; în stânga ament cu flori sesile)

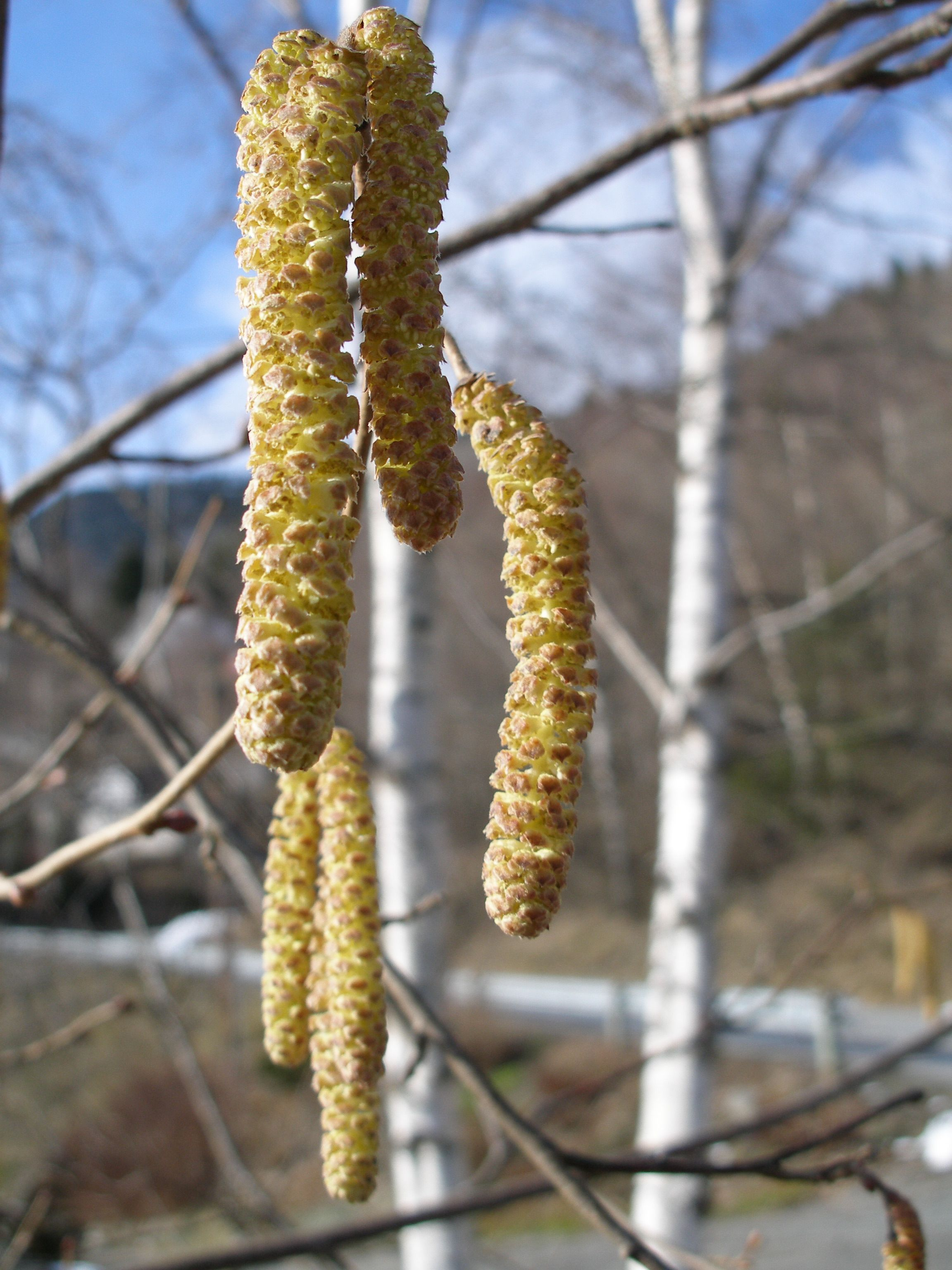
Amenţi la alun (Corylus avellana)

Amentul (din latina amentum = ament, mâțișor), numit și mâțișor, este o inflorescență racemoasă (un spic) a unor arbori sau arbuști, alcătuită din flori mici, sesile sau scurt pedicelate, toate unisexuate, fără periant (sau cu periant format din solzi), inserate în spirală de-a lungul unui ax flexibil, care atârnă ca un ciucure la subsuoara bracteilor. De obicei, amenții masculi sunt penduli, iar cei femeli sunt mai scurți și adesea erecți. Amenții sunt cracteristici pentru câteva familii de plante: betulacee (Betulaceae), fagacee (Fagaceae), moracee (Moraceae) și salicacee (Salicaceae). Printre plantele care au amenți se numără mesteacănul (Betula sp.), salcia (Salix sp.), nucul (Juglans regia), alunul (Corylus avellana), fagul (Fagus sp.), arinul (Alnus sp.).      

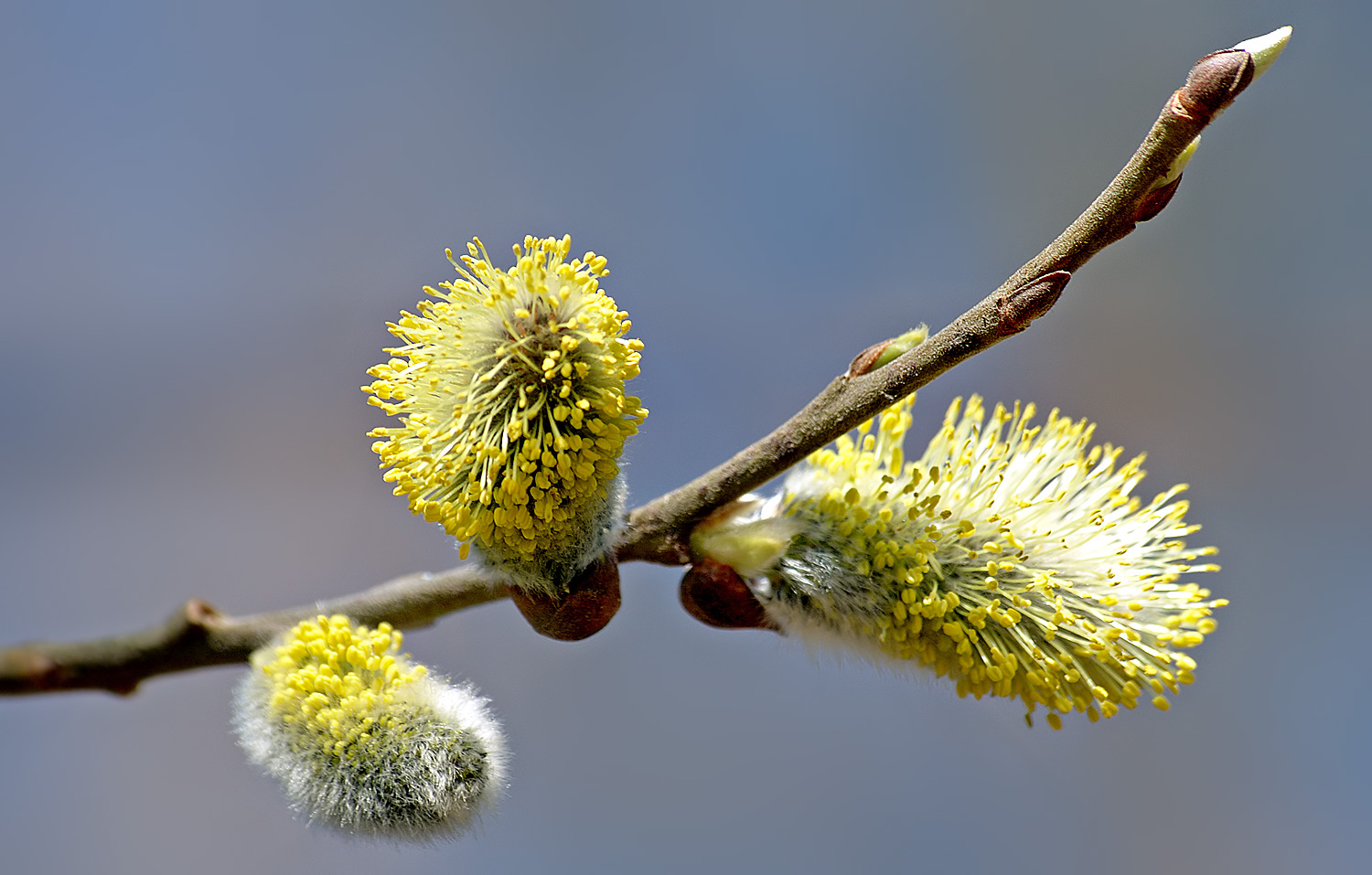
Amenţi mascul la salcie (Salix sp.)